# 4031 Мюллер
4031 Мюллер (4031 Mueller) — астероїд головного поясу, відкритий 12 лютого 1985 року.
Тіссеранів параметр щодо Юпітера — 3,838.